# Bajandsag
Koordinaten: 44° 8′ 18,7″ N, 103° 43′ 40″ O
Bajandsag (mongolisch Баянзаг, bayandsag, reich an Saxaul), Shabarakh Usu oder Flaming Cliffs ist eine Felsformation in der zentralasiatischen Wüste Gobi, in deren Umgebung zahlreiche Fossilien von Wirbeltieren, darunter Dinosaurier, gefunden wurden. Die Felsen gehören stratigraphisch zur Djadokhta-Formation, die im Wesentlichen aus Sandstein besteht, und stammen somit aus der Zeit der späten Oberkreide (Campanium), etwa 75 bis 71 Mya. Sie zählen zu den Sehenswürdigkeiten der mongolischen Provinz Ömnö Gobi.

Panoramaaufnahme der Felsen von Bajandsag bei Sonnenuntergang

## Namensgebung
Ihren im englischen Sprachraum verbreiteten Namen Flaming Cliffs („brennende Klippen“ oder „Flammende Klippen“) erhielten die Felsen – des leuchtend orangefarbenen Gesteins wegen – von dem amerikanischen „Dinosaurierjäger“ Roy Chapman Andrews, der sie während einer Expedition des American Museum of Natural History in den 1920er Jahren erkundete. Die mongolische Bezeichnung bezieht sich auf die hier reichlich vorhandene Saxaulpflanze.

## Fossilfundort

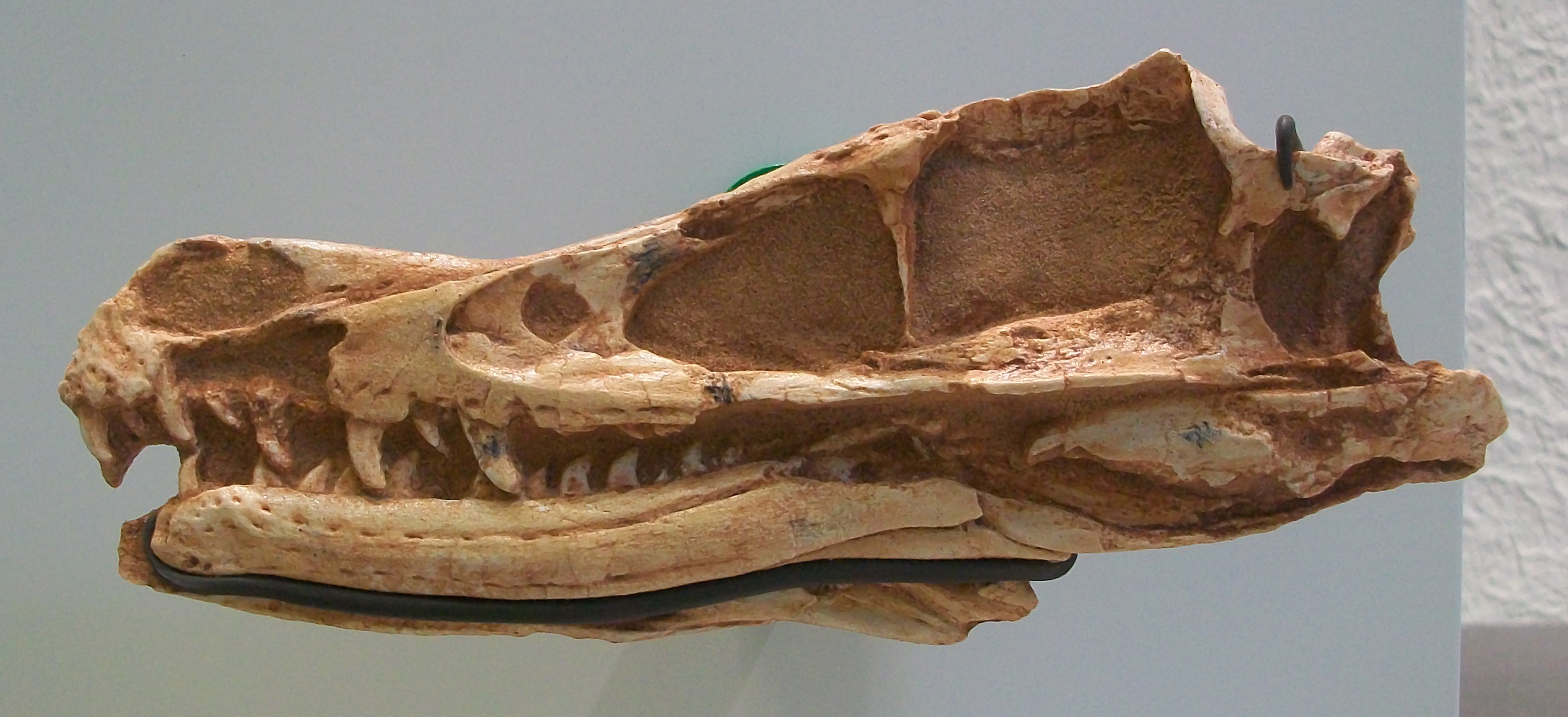
Schädel von AMNH 6515, Typusexemplar von Velociraptor. Länge etwa 17 cm.

Die Gegend um Bajandsag ist insbesondere bekannt für die Nester von Dinosauriern, die in den Gesteinen der Djadokhta-Formation bei einer der von Andrews geleiteten Expedition erstmals gefundenen worden waren; Berichte über Eierreste aus Südfrankreich gab es bereits zuvor (Matheron 1869).
Die Eier wurden Protoceratops zugeordnet, doch wurde diese Deutung später bestritten, da die Funde dieses Ceratopiers im Gegensatz zum Eityp recht begrenzt sind. Eine Herkunft der Eier von Hadrosauroidea erscheint möglich, doch konnten zur Klärung noch keine Embryonen in den Eiern identifiziert werden. In anderen Regionen gelangen ähnliche Nestfunde erst seit 1979.
Auch Fossilien des durch die Filme der Jurassic-Park-Reihe populär gewordenen, etwa truthuhngroßen Raubdinosauriers (Theropoden) Velociraptor wurden bei Bajandsag entdeckt. Von hier stammt auch das Typusexemplar AMNH 6515, das Henry Fairfield Osborn 1924 zur Diagnose und Erstbeschreibung dieser Gattung diente.

## Einzelnachweise

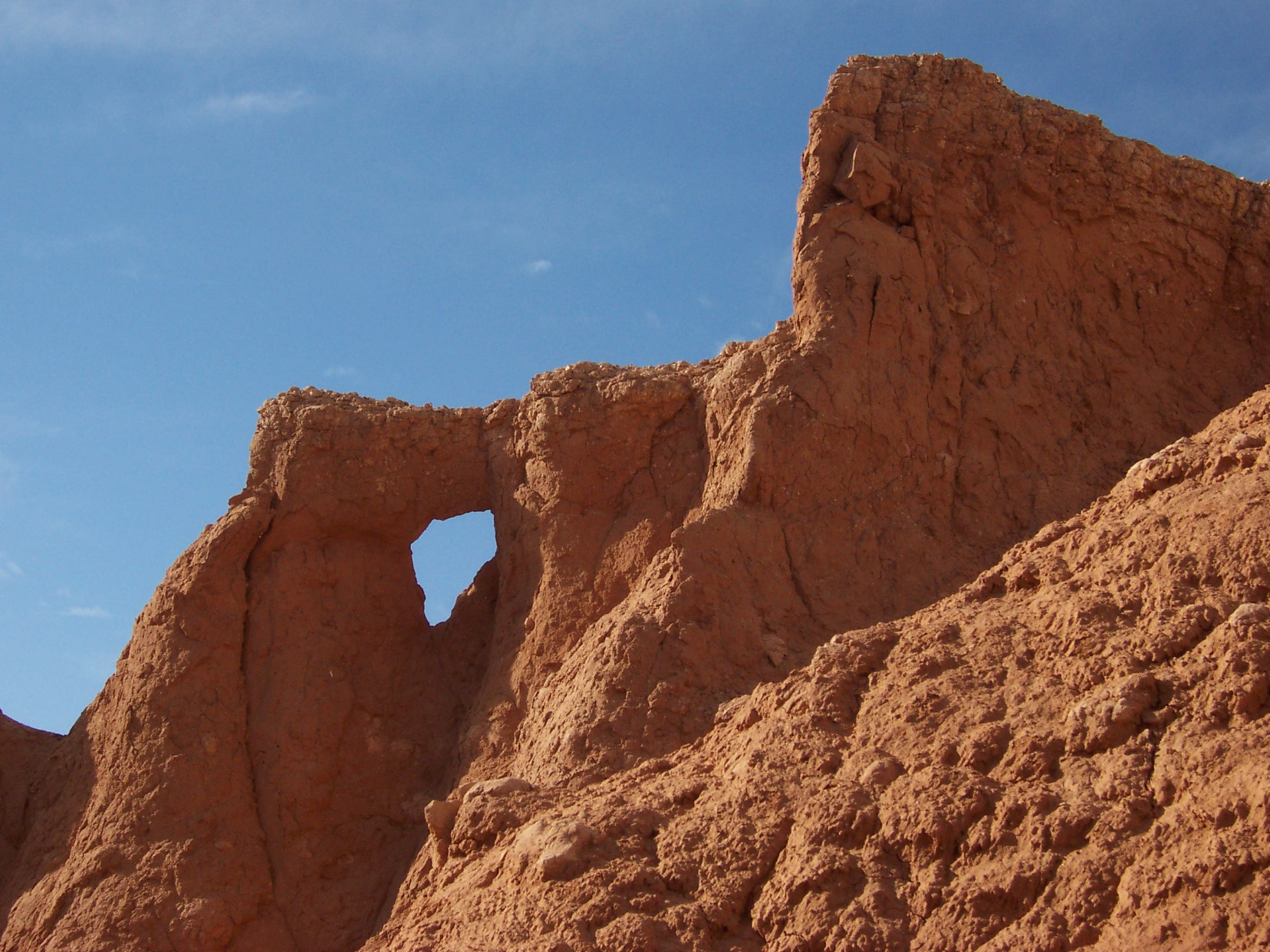
Detail der Felsformation